# Someday (canción de Mariah Carey)
«Someday» (en español: «Algún Día») es una canción escrita por la cantante estadounidense Mariah Carey y Ben Margulies, y producida por Ric Wake del álbum Mariah Carey (1990). Fue el tercer sencillo, comercializado el 13 de diciembre de 1990, y cuenta con influencias del estilo new jack swing. Aunque alcanzó el número uno en diferentes listas de los Estados Unidos, no tuvo el mismo éxito en el resto del mundo. Al igual que los anteriores sencillos del álbum, «Someday» recibió un premio pop BMI.

## Recepción
«Someday» continuó la estela de números uno de Mariah Carey en los Estados Unidos, convirtiéndose en el tercer sencillo consecutivo en lograr la primera posición en la lista Billboard Hot 100. Lo logró en su octava semana en la lista y se mantuvo durante dos semanas, del 3 al 16 de marzo de 1991. "Someday" pasó quince semanas en los primeros cuarenta puestos. La asociación RIAA lo certificó de disco de oro.
En el resto del mundo, el éxito fue moderado, al igual con que su anterior sencillo, "Love Takes Time", a excepción de Canadá, donde alcanzó el número uno. En Reino Unido, llegó a introducirse entre los cuarenta primeros puestos (al igual que "Love Takes Time"), sin conseguirlo en Australia. En el resto del mundo tuvo un bajo rendimiento comercial.

## Remixes y vídeos
Se realizaron numerosos remixes de "Someday", todos ellos producidos por Shep Pettibone. Destacó el remix de la canción llamado "Someday" (New 7" Jackswing) y una versión de mayor duración, "Someday" (New 12" Jackswing). También se publicó una versión house llamado "Someday" (New 12" House), una versión más larga que la del álbum, con el nombre "Someday" (new 7" straight), y una a cappella, "Someday" (pianoapercaloopapella).
El vídeo de la canción, dirigido por Larry Jordan, se filmó en Bayonne (Nueva Jersey) y muestra a un joven que, a pesar de haber tratado mal a una chica, quiere recuperarla. A continuación, aparece un grupo de jóvenes bailando, a los que finalmente se suma Mariah Carey. La versión principal del vídeo se basa en la versión "Someday" (New 7" Jackswing), aunque existe una versión más larga del vídeo con el remix "Someday" (New 12" Jackswing). Esta versión del vídeo se sustituyó en 1992 por la actuación en directo de la canción del álbum MTV Unplugged para el DVD #1's (1999).

## Presentaciones en vivo
La primera presentación de "Someday" fue su actuación en TATU Club de Nueva York en 1990. Su segunda presentación fue en enero de 1991 en los American Music Awards. Su tercera presentación fue durante la grabación del disco MTV Unplugged en 1992. Su cuarta presentación fue durante la filmación del especial Here is Mariah Carey en julio de 1993 en Proctor's Theatre y lanzado en diciembre de ese año.
"Someday" solamente fue incluido en el repertorio de su primera gira, Music Box Tour (1993).
22 años más tarde, la canción fue incluida en su residencia en Las Vegas: #1 to Infinity (2015-2017).

## Lista de pistas
Estados Unidos, CD sencillo (sencillo casete/sencillo 7")
1. «Someday» (New 7" Jackswing)
2. «Alone in Love» (Álbum Versión)

Estados Unidos, CD sencillo (maxisencillo 12")
1. «Someday» (New 7" Jackswing)
2. «Someday» (New 7" Straight)
3. «Someday» (New 12" Jackswing)
4. «Someday» (Pianoapercapella)
5. «Alone in Love» (Álbum Versión)

Reino Unido, CD sencillo (sencillo 5")
1. «Someday» (7" Jackswing)
2. «Someday» (12" Jackswing)
3. «Someday» (12" House)

Japón, CD sencillo (sencillo 5")
(con calendario de 1991 y pegatinas)
1. «Someday» (New 7" Jackswing)
2. «Someday» (New 7" Straight)
3. «Someday» (New 12" Jackswing)
4. «Someday» (Pianoapercapella-new)
5. «Alone in Love»

## Posicionamiento
| Listas (1991)                                       | Posición      |
| --------------------------------------------------- | ------------- |
| Australia, ARIA                                     | 44            |
| Canadá                                              | 1             |
| Francia                                             | 38            |
| Israel                                              | 5             |
| Reino Unido, UK Singles Chart                       | 38            |
| EE. UU., ARC Weekly Top 40                          | 1             |
| EE. UU., Billboard Hot 100                          | 1 (2 semanas) |
| EE. UU., Billboard Hot R&B/Hip-Hop Singles & Tracks | 3             |
| EE. UU., Billboard Adult Contemporary               | 5             |
| EE. UU., Billboard Hot Dance Music/Club Play        | 1             |

- Datos: Q239217